# 杰弗里·卡尔
杰弗里·卡尔（英語：Geoffrey Carr，1886年1月22日—1969年7月13日），英国男子赛艇运动员。他曾代表英国参加1912年夏季奥林匹克运动会赛艇比赛，获得男子四人单桨有舵手银牌。